# Firestone

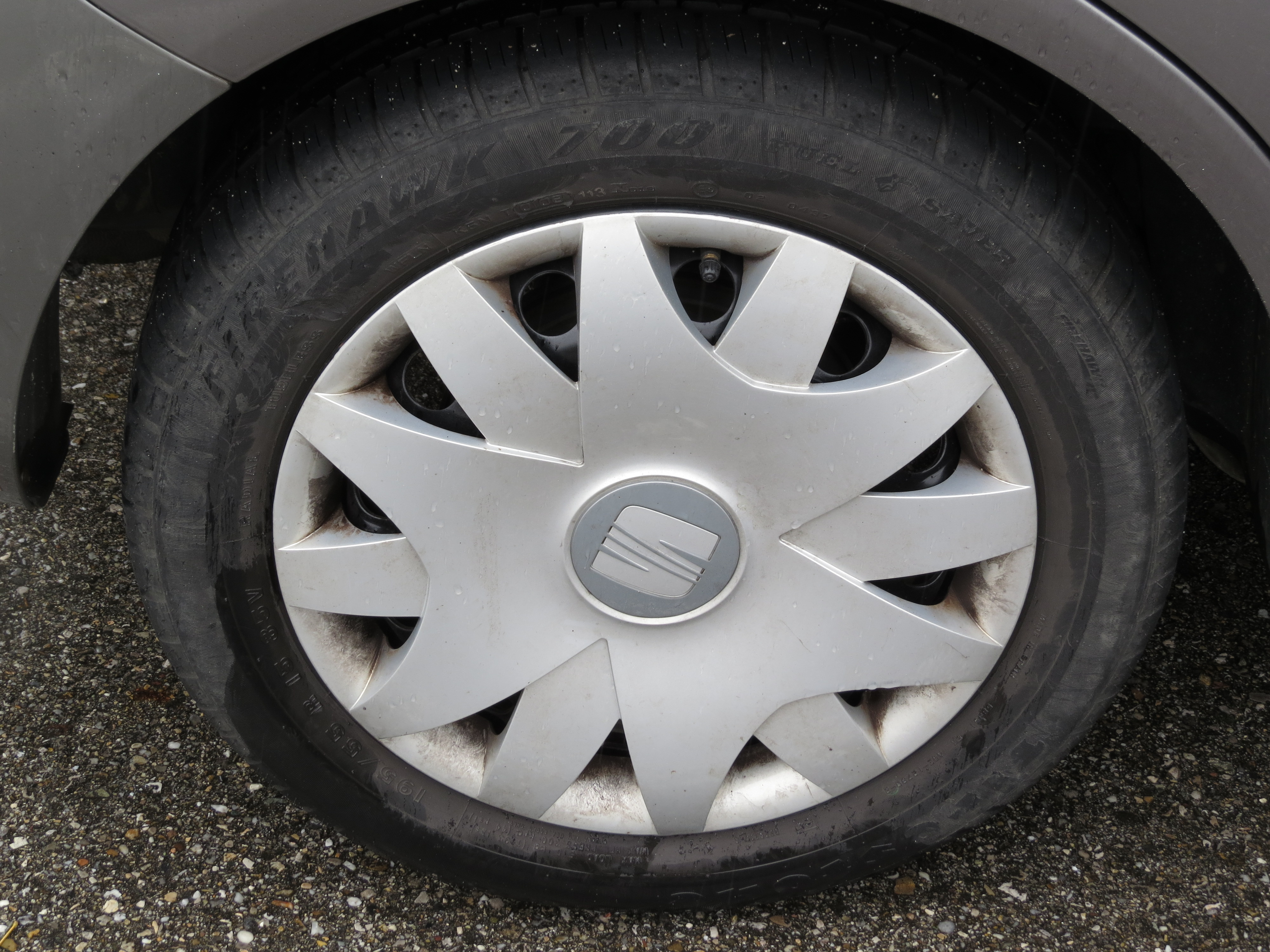
Firestone Firehawk 700 195/55 R 15 (2017)

La Firestone Tire and Rubber Company fou fundada per Havery Firestone a finals del segle xix per fabricar pneumàtics per vehicles de transport. Firestone va contactar amb Henry Ford, el primer fabricant que usà tècniques de producció en cadena i va arribar a un acord amb ell per proveir de pneumàtics els automòbils de la seva fàbrica, a més de vendre pneumàtics de forma independent.
Firestone tenia la seu principal a Akron (Ohio) on també hi havia la seu principal del seu rival, Goodyear. Ambdues companyies es convertiren en els principals proveïdors de pneumàtics als Estats Units durant 75 anys. Finalment, la companyia fou comprada per una altra companyia del sector, la japonesa Bridgestone, l'any 1988.
Firestone fabricà pneumàtics per vehicles de Formula 1 des de 1950 fins a 1975, quan van ser retirats com a conseqüència dels últims accidents mortals que havien sofert alguns pilots que feien servir aquests pneumàtics: François Cevert i Helmuth Koinigg.